# Стефанос Анастасиу
Стефанос Анастасиу (на гръцки: Στέφανος Αναστασίου) е гръцки революционер, деец на Гръцката въоръжена пропаганда в Македония в Сярско от началото на XX век.

## Биография
Стефанос Анастасиу е роден през 1874 година в сярското село Вернар. В продължение на много години е бакалин в Сяр и е председател на Гилдията на бакалите. Става член на серския силогос „Орфей“ и взима участие в така наречената Македонска борба срещу българските чети в Сярско. Един от 12-те члена на управата на Гръцкия комитет в Сяр. По време на дейността си е сериозно ранен. Арестуван е в Солун и е осъден на 15 години затвор. Освободен е след Младотурската революция в 1908 година.
Обявен е за агент от първи ред. Името му носи улица в Сяр.